# Navnelov
 Denne artikel omhandler overvejende eller alene danske forhold. Hjælp gerne med at gøre artiklen mere almen.
En navnelov fastlægger reglerne for brugen af personnavne. Hertil hører brugen af fornavne, mellemnavne og efternavne. Loven bestemmer, hvem der kan få hvilke navne og den fastlægger reglerne for, hvordan efternavne kan videregives i familien. I mange lande har man ingen navnelov.

## Dansk navnelovgivning
Reglerne for personnavne har ændret sig meget gennem tiden. Det første tilløb til en navnelov stammer fra 1526, hvor kong Frederik I påbød adelen at føre fast slægtsnavn. Navnet kunne bl.a. vælges på grundlag af slægtens våbenskjold. Det valgte slægtsnavn skulle videregives fra far til børn; men de adelige kvinder skulle beholde deres eget slægtsnavn i ægteskabet. Loven omfattede dog kun en meget lille del af befolkningen, formentlig langt under 1 %.

### Fast slægtsnavn 1771/1828
På foranledning af Johann Friedrich Struensee indførtes 1771 i hertugdømmerne den første navnelov for den brede befolkning. Loven betød, at alle skulle føre fast slægtsnavn i stedet for de tidligere patronymer og tilnavne. Hensigten var formentlig, at der snart herefter skulle komme en tilsvarende lov for Kongeriget Danmark, men året efter blev Struensee henrettet, og derefter gik sagen i stå.
Først den 30. maj 1828 kom en dåbsforordning, der kan ses som den første navnelov for Kongeriget Danmark. Ligesom i hertugdømmerne medførte loven krav om fast slægtsnavn for alle indbyggere. Som fremtidigt slægtsnavn skulle man bruge det patronym eller tilnavn, som var almindeligt brugt i slægten på det tidspunkt. Hvis man ville bruge et patronym, skulle det være med endelsen -sen.
Loven af 1828 var særdeles upopulær, og mange havde meget svært ved at forstå hensigten med den. Det førte til stor forvirring i de følgende år. Mange forsøgte at omgå loven, f.eks. ved brug af dobbelte patronymer. Poul Pedersens søn blev døbt med navnet Peder Poulsen Pedersen. Den 4. marts 1857 kom derfor en lov om forandring af dåbsforordningen fra 1828. Denne lov præciserede og strammede yderligere reglerne for brug af faste slægtsnavne.
Der var dog fortsat stor utilfredshed i befolkningen. Dertil kom, at målet med de nye navnelove ikke var opnået. Ideen havde egentlig været at forøge mangfoldigheden blandt efternavnene, så det blev nemmere at skelne mellem folk. Der var imidlertid sket det stik modsatte, idet de fleste havde fået deres patronym som slægtsnavn. Resultatet var, at over 80% af hele befolkningen nu havde et sen-navn. På den baggrund blev der nedsat et sagkyndigt udvalg, der skulle undersøge, hvordan mangfoldigheden blandt efternavne kunne forøges. I 1899 udgav den en betænkning, Dansk Navneskik af Fredrik Nielsen, Axel Olrik og Johannes Steenstrup, hvori der findes en uddybende beskrivelse af emnet om navne.

### Mulighed for navneforandring 1904
Det førte igen frem til en ny navnelov i 1904. I denne lov blev der for første gang åbnet mulighed for navneforandring. Efter loven kunne man én gang i livet få ændret sit efternavn mod betaling af 4 kroner. Der var flere muligheder for at få et nyt slægtsnavn. Et navn kunne bevilges, hvis ansøgeren dokumenterede, at navnet havde været almindeligt brugt i slægten gennem flere generationer eller hvis ansøgeren havde indhentet tilladelse fra alle nulevende bærere af navnet. En anden mulighed var, at vælge et helt nyt navn, som ikke tidligere havde været brugt i landet. I den forbindelse blev der udarbejdet en liste med flere tusinde forslag til nye slægtsnavne. Samtidig blev der lavet en liste med forbeholdte, dvs. beskyttede efternavne, som andre ikke kunne få. Listen over forbeholdte navne frem til 1997 kan ses i Lovtidende og på retsinformation.dk.

### Mellemnavn indføres 1961
Den 17. maj 1961 kom en ny navnelov. Med denne lov dukkede mellemnavnet op. Det blev muligt for kvinder at bevare deres eget slægtsnavn efter indgåelse af ægteskab. Endelig blev der givet mulighed for at erhverve et slægtsnavn ved øvrighedsbevilling (gennem statsamt/overpræsidium), hvis en af bedsteforældrene havde båret det.
Til gengæld blev muligheden for at opnå navneforandring efter tilladelse fra alle nulevende bærere af navnet igen afskaffet. Baggrunden var, at der i nogle tilfælde var blevet betalt penge for sådan en tilladelse, og det ville man undgå.

### Ligestilling mellem kønnene 1982
Den næste navnelov trådte i kraft 1. april 1982. Med denne lov blev der skabt fuldstændig ligestilling mellem mænd og kvinder og mellem børn født i og udenfor ægteskab. Herefter blev det således hovedreglen, at både mand og kvinde beholdt eget slægtsnavn ved indgåelse af ægteskab; men begge kunne vælge at tage den andens slægtsnavn som giftenavn.
Muligheden for at få bedsteforældrenes slægtsnavne ved bevilling blev udvidet til at omfatte oldeforældrene, og det blev muligt at få navneforandring flere gange gennem livet.
I 1989 blev der indført et gebyr på 3000 kr. for navneændring gennem statsamt/overpræsidium.

### Yderligere liberalisering 2005
I foråret 2005 vedtog Folketinget en ny navnelov, der trådte i kraft den 1. april 2006. Denne navnelov medførte en række forandringer.
Alle ansøgninger om navneforandring skal indsendes (overvejende digitalt) til bopælssognet (på nær at personer, der er fødselsregistreret i Sønderjylland skal indgive deres ansøgning til personregisterføreren i fødselsregistreringskommunen). Personregisterføreren (som regel sognepræsten eller kordegnen) i bopælssognet gennemfører selvstændigt de fleste navneforandringer (enkelte ansøgninger om navneændring skal personregisterføreren dog videresende til Familieretshuset).
Muligheden for at få oldeforældrenes slægtsnavne blev udvidet til at omfatte alle efternavne (og mellemnavne) båret af ens forfædre tilbage til og med tipoldeforældrene, såfremt navnene og slægtskabet kan dokumenteres (et mellemnavn skal her forstås som egentlige mellemnavne og ikke blot forfaderens andet eller tredje fornavn).
Gebyret på 3000 kr., som gjaldt ved navneændringer i statsamterne, bortfaldt ved navnelovens indførelse. Fra 16. maj 2007 indførtes et nyt gebyr på 430 kr. for behandlingen af navneændringsansøgninger, hvilket løbende er blevet justeret og pr. 1. januar 2019 udgør 500 kr. Ved visse navneændringer, især i forbindelse med vielse, skal der ikke betales gebyr for behandlingen. Begrebet giftenavne bortfaldt og et navn erhvervet gennem ægteskab kan dermed bruges og videregives på samme måde, som fødenavne. Samlevende blev sidestillet med ægtefolk (efter visse retningslinjer), så de kan få hinandens efter- og mellemnavne.
Det blev muligt at tage sit eget mellemnavn som slægtsnavn. Alle godkendte fornavne kan tages som mellemnavn (dog kan et sådan mellemnavn taget efter et godkendt fornavn ikke efterfølgende tages som efternavn). En række fornavne som kan bruges til både drenge og piger bliver tilladt.
Det blev muligt at tage et slægtsnavn, hvis der i forvejen er mindst 2000 i Danmark, der bærer det. Disse efternavne (der også vil kunne anvendes som mellemnavne) kaldes som frie efternavne. Listen over frie efternavne omfatter pr. 28. januar 2019 197 af de mest almindelige efternavne. Navneformer med "å" henholdsvis "aa" anses som et og samme navn. Navne, der én gang er kommet på listen over frie efternavne vil ikke blive fjernet fra listen igen, selvom forekomsten af et givent efternavn på et tidspunkt kommer ned under 2000 bærere.
Muligheden for brug af patronymer blev genindført, så en person vil kunne få faderens eller moderens fornavn efterfulgt af endelsen -søn eller -datter som efternavn.